# Le Bout du monde (film)
Pour les articles homonymes, voir Le Bout du monde.
Pour plus de détails, voir Fiche technique et Distribution.
Le Bout du monde (Rim of the World) est un film d'aventure de science-fiction coproduit et réalisé par McG, sorti en 2019.

## Synopsis
Féru de technologies et introverti depuis la mort de son père, Alex (Jack Gore) se lamente sur la décision de sa mère. Cette dernière l’emmène en colonie de vacances dans le but de se faire des amis. Cas réussi, Alex rencontre d’abord ZhenZhen (Miya Cech) sans vraiment se parler, puis Dariush (Benjamin Flores Jr.) et Gabriel (Alessio Scalzotto). À l’instant de leur vraie rencontre en pleine montagne, ils découvrent avec stupeur les attaques extraterrestres en plein camp.

## Fiche technique
Sauf indication contraire, les informations mentionnées dans cette section peuvent être confirmées par la base de données cinématographiques IMDb,  présente dans la section « Liens externes ».
- Titre original : Rim of the World
- Titre français : Le Bout du monde
- Réalisation : McG
- Scénario : Zack Stentz
- Musique : Bear McCreary
- Direction artistique : Kristen Vallow
- Décors : Debra Echard
- Costumes : Helen Huang
- Photographie : Shane Hurlbut
- Montage : Vincent Tabaillon
- Production : McG, Matt Smith, Susan Solomon-Shapiro et Mary Viola
- Sociétés de production : Wonderland Sound and Vision ; Netflix (coproduction)
- Société de distribution : Netflix
- Pays de production :  États-Unis
- Langue originale : anglais
- Genre : aventure, fantastique, science-fiction
- Durée : 98 minutes
- Date de sortie : 24 mai 2019 (Netflix)

## Distribution
- Jack Gore : Alex
- Miya Cech : ZhenZhen
- Benjamin Flores Jr. (VF : Jonathan Gimbord) : Dariush
- Alessio Scalzotto : Gabriel
- King Bach : Logan
- Annabeth Gish (VF : Anneliese Fromont) : Grace
- Scott MacArthur : Lou Gates
- Dean Jagger (VF : Guillaume Bourboulon) : le capitaine Hawking
- Michael Beach (VF : Thierry Desroses) : le général George Khoury
- Lynn Collins (VF : Anne-Sophie Nallino) : le commandant Collins
- David Theune : le moniteur en chef
- Tony Cavalero : Conrad
- Carl McDowell : Carl
- Punam Patel (VF : Anne-Sophie Nallino) : Angeline
- Jason Rogel : le douanier
- Andrea Susan Bush : la monitrice de camp
- Kerry Westcott : l’agent de bord
- Allan Graf (VF : Didier Cherbuy) : le chauffeur du taxi
- Michael Papajohn : Jenkins
- Cameron Fuller : le jeune soldat Dover
- Annie Cavalero : Heather
- Rudy Mancuso
- Chris Wylde
- Amanda Cerny : Lucy

 Source et légende : version française (VF) sur RS Doublage

## Production
En mars 2018, il est annoncé que McG prépare son film Rim of the World pour Netflix à partir du scénario de Zack Stentz. En mai, la production commence à Los Angeles,. En juin 2018, les acteurs ont été choisis.
Le tournage a lieu en juin 2018 en Californie,.

## Sortie et accueil
Le film est mondialement distribué le 24 mai 2019 sur Netflix.